# آغچه‌مشهد (چاراویماق)
آغچه‌مشهد یکی از روستاهای استان آذربایجان شرقی است که در دهستان چاراویماق شرقی بخش شادیان شهرستان چاراویماق واقع شده‌است.این روستا ۱۸۱ نفر جمعیت دارد.